# Софокліс Дусманіс
Софокліс Дусманіс (грец. Σοφοκλής Δούσμανης; 25 грудня 1868 — 6 січня 1952) — грецький адмірал. Відзначившись у Балканських війнах, він двічі ставав начальником Генерального штабу ВМС Греції, а у 1935 році обіймав пост міністра військово-морських справ.

## Біографія
Софокліс Дусманіс народився на Корфу 25 грудня 1868 року, нащадок гілки роду Душмані, який емігрував на Корфу в 15 столітті; він був онуком політика Антоніо Дусмані та братом генерала Віктора Дусманіса.
20 травня 1884 року він вступив до Грецької військово-морської академії, яку закінчив 18 червня 1888 року в чині лінійного прапорщика. Згодом він отримав звання суб-лейтенанта (8 січня 1890), лейтенанта (14 листопада 1896), лейтенанта-командира (6 травня 1905) і командира (29 березня 1910). Він служив на борту різних кораблів і на штабних посадах, зокрема інструктором у Військово-морській академії (1908–09), капітаном міноносця «Нафкратуса» (1906), броненосного корабля «Псара» (1910–11), авіаносця «Сфактірія» (1911 та 1912) і крейсера «Георгіос Авероф» (1911), а також начальник штабу ескадри (1911).
З початком Першої Балканської війни в жовтні 1912 року він став капітаном «Аверофа», а також начальником штабу командувача Егейським флотом контр-адмірала Павлоса Кунтуріотіса, який використовував «Авероф» як свій флагман. На цій посаді він брав участь у двох переможних морських битвах при Еллі та Лемносі, а також у захопленні кількох островів Егейського моря, а також гори Афон, Кавали та Дедеагача.

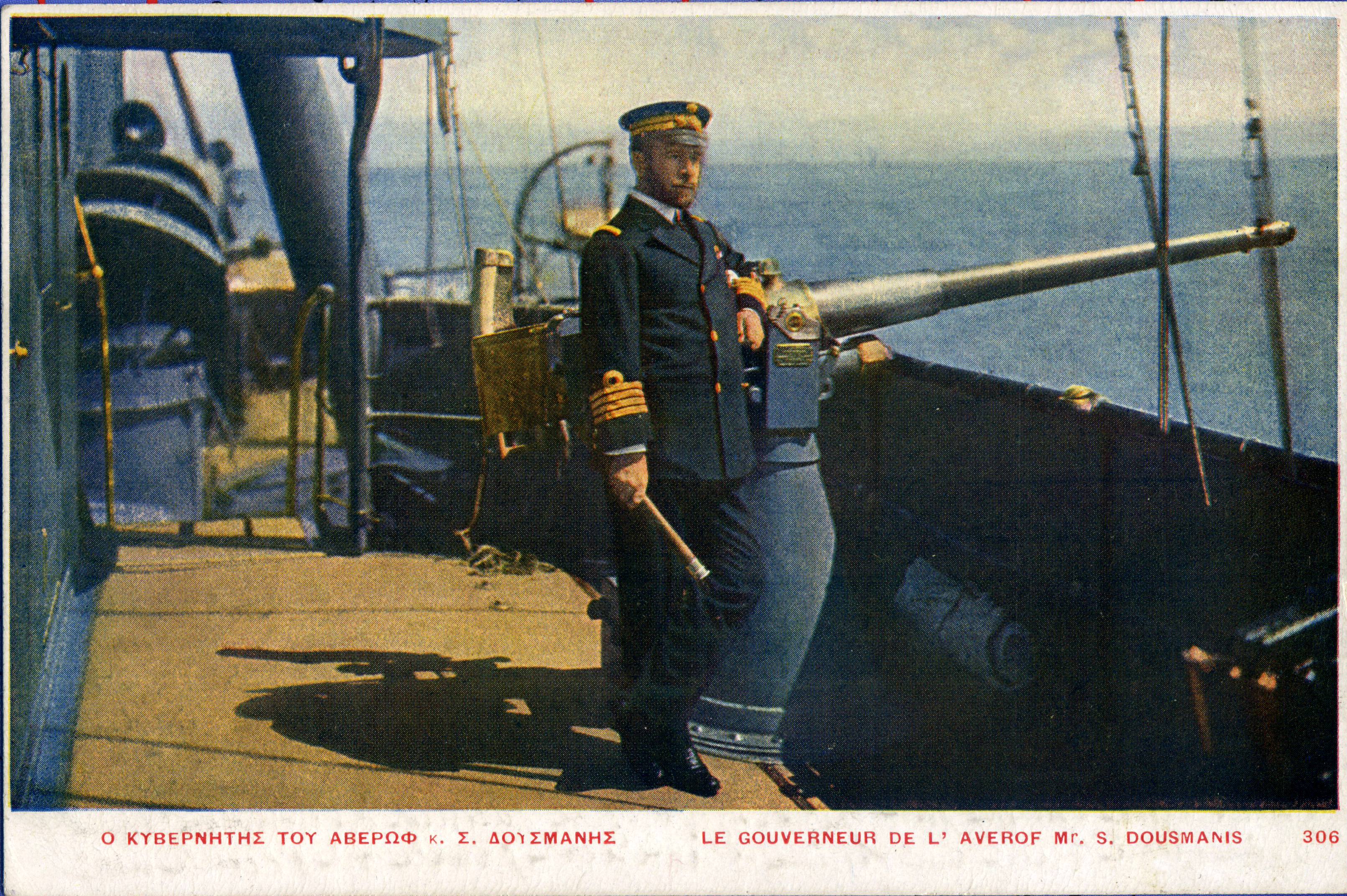
Софокліс Дусманіс бл. 1915

2 червня 1913 року він отримав звання капітана, а 15 квітня 1914 року — контрадмірала. Після короткочасного командування ескадрою лінійних кораблів він був призначений начальником Генерального штабу військово-морського флоту в червні 1914 року, працюючи до відставки короля Костянтина I і вступу на посаду Елефтеріоса Венізелоса в червні 1917 року. Новий уряд призупинив його службу та відправив у відставку 20 жовтня 1917 року з наступним внутрішнім засланням у 1918–20 роках. Після поразки венізелістів на виборах у листопаді 1920 року та повернення короля Костянтина, він був відкликаний до дійсної служби (6 листопада 1920 року) і служив начальником Егейського флоту (січень–квітень 1921 року), який він очолював у спробах зупинити морське поповнення Турецького національного руху Мустафи Кемаля, та знову начальником Генерального штабу ВМС (грудень 1921 — жовтень 1922). Після поразки Греції в Малоазійській кампанії та Революції 11 вересня 1922 року його знову відкликали зі служби та відправили у відставку 19 січня 1923 року у званні віце-адмірала.
2 березня 1935 року він став міністром військово-морських справ у кабінеті Панаїса Цалдаріса, і залишався на цій посаді до відставки уряду 10 жовтня 1935 року 25 березня 1935 року він був відкликаний на дійсну службу в званні адмірала за виняткові заслуги. Залишався на службі до 20 листопада 1935 року
Помер в Афінах у 1952 році